# Ido Nechoštan
Ido Nechoštan (hebrejsky: עידו נחושתן, narozen 1957, Jeruzalém) je generál Izraelských obranných sil (IOS), který v letech 2008 až 2012 stál v čele Izraelského vojenského letectva (IAF). Mimo to je bývalým ředitelem Plánovacího ředitelství IOS.

## Vojenská kariéra
Do IOS vstoupil v roce 1975 a poté co absolvoval letecký kurz v roce 1977 sloužil jako bojový pilot. Do roku 1978 létal na letounu A-4 Skyhawk a poté byl přecvičen na letoun F-4 Phantom u 107. eskadry.
Během své kariéry sloužil mimo jiné jako instruktor ve škole pro piloty, zastupující velitel 253. eskadry (povýšen do hodnosti majora) a velitele 140. eskadry (povýšen do hodnosti podplukovníka). V roce 2000 byl povýšen do hodnosti brigádního generála a velel Zpravodajské letce, od roku 2002 velel Letecké eskadře a od roku 2004 velel štábu letectva.
Dne 8. června 2006 se přesunul, se svolením tehdejšího ministra obrany Amira Perece na žádost tehdejšího náčelníka Generálního štábu Dana Chaluce, na velitelství Plánovacího ředitelství. 15. února 2008 jej jmenovali ministr obrany Ehud Barak a náčelník Generálního štábu Gabi Aškenazi velitelem letectva. V květnu 2012 jej ve funkci nahradil Amir Ešel.